# Josef Fischl
Josef Fischl (* 28. Februar 1867 in Körmend; † 7. März 1954 in Güssing) war ein österreichischer Landwirt und Politiker (GDVP). Fischl war verheiratet und Abgeordneter zum Burgenländischen Landtag. 
Fischl wurde als Sohn von August Fischl aus Körmend geboren. Er besuchte die Volks- und Berufsschule und war in der Folge als Wagnermeister und Landwirt tätig. Fischl hatte zwischen 1921 und 1925 das Amt des Bürgermeisters inne und war Mitglied des Landesparteivorstandes der Großdeutschen. Des Weiteren war Fischl von 1932 bis 1936 Kammerrat der Burgenländischen Handels- und Gewerbekammer. Ihm wurde der Berufstitel Kommerzialrat verliehen. Fischl vertrat die Großdeutsche Volkspartei zwischen dem 15. Juli 1922 und dem 13. November 1923 im Burgenländischen Landtag. Er ist am 15. Juli 1922 zudem Alterspräsident des Landtags bei dessen Konstituierung gewesen.